# Szarkofág (Csillagkapu)
A szarkofág egy olyan fejlett technológián alapuló berendezést jelöl, melyet a Goa’uld rendszeresen használ. Eredetét tekintve a technológia lopott, az Ősöktől származhat.
Az alap egy négyzet alakú tárgy, melyen Anubisz, Kull-harcosait élesztette fel (Evolúció 1-2). Az eredeti tárgyat dr. Daniel Jackson találta meg (Evolúció 1).
A szarkofágot a Goa'uld arra használja, hogy sebeit meggyógyítsa, a halálból újra felélessze.
Azonban rövid idő után függőséget okoz, valamint immunissá válhatunk a hatása alól. Ehhez azonban olyan sok idő kell, hogy miután bekövetkezik a használója a gyorsan fellépő és hirtelen öregedés miatt semmit sem tehet, csak annyit, hogy új gazdatest után néz.
Minden bizonnyal erre a sorsra jutott Yu is, aki a legöregebb élő rendszerúr volt a sorozat idején.